# LOVELY×CATION
『LOVELY×CATION』（ラブリケーション）は、暁WORKS響SIDE(現hibiki works)より2011年6月24日に発売されたアダルトゲーム。初回限定版(LOVELY×CATION ラフ原画集付き)は完売し、2011年7月1日より通常版が発売されている。2013年5月31日にはDMM.R18の独占販売により、DL版が発売された。
2015年5月21日にPlayStation Vita移植版として一般向けに書き直され、多くの追加要素に加えて続編であるLOVELY×CATION2が同時収録となる『LOVELY×CATION 1&2』が発売された。

## 概要と評価
質の良い恋愛要素に画期的なシステムを盛り込んだ意欲作。発売後から人気が上昇し、同ブランドのヒット作品となった。ゲームシステムが簡単なため初心者にも勧めやすく、毎月配信される後日談パッチ『APPEND LIFE』によって何ヶ月も楽しむ事ができる。複数のパッチを定期的に無料配信するスタイルは家庭用ゲームでは一般的だが18禁PCゲームでは非常に珍しい。これは多くの18禁PCゲームが発売後にファンディスクを制作する流れを汲んでいるためであり、無料で数ヶ月に及ぶ後日談を見せる手法は初めての試みといえる。

## あらすじ
主人公はあまり人と関わりを持たず、毎日を叔父の経営するマンションで一人っきりで自由奔放に生活していた。春休みになり、益々自室に引きこもっていた彼を見かねた叔父に「彼女を作りなさい」と言われ、そして偶然にも同じ学校に通う5人の女性と出会う。かくして人付き合いの苦手な主人公の、一生懸命な恋が始まった。

## ゲームシステム
本作は恋愛シミュレーション風ADVゲームであり、1日2ターンの選択肢で主人公のステータス・パラメーターを上げるSLGパートと、各キャラクターのイベント毎に選択肢があるADVパートに分かれている。基本として4月4日からのスタートとなり、4月8日までの一週間の間に特定のキャラクターのフラグを立てないとバッドエンドとなる。
ラブリーコール
150種類以上の日本人男性名をヒロインがボイス付きで呼ぶシステム。「まさし」「けんじ」といった3文字名が多く収録され、「かずくん」「あっくん」「ひーくん」等の渾名でカバーしている場合もある。
趣味同調システム
主人公は『知力』『魅力』『体力』『器用』『感性』『スポーツ』『動物』『学問』『食べ物』『おしゃれ』『芸術』『ゲーム』『娯楽』のパラメーターを持ち、狙ったヒロインの趣味や性格に合わせて成長させていく。ヒロインによっては特定のパラメーターに応じて隠しイベントがある他、『体力』で液体描写の増加、『器用』でヒロインの性感が増す等の各種ボーナスが得られる。
アイテム
全100種類のアイテムが存在し、それらを入手することによって主人公のパラメーターがアップする。中にはヒロインとの会話やイベントが追加される物や、ヒロインからの贈り物として得られる物もある。『笑ってはいけないシリーズ』や『暴君ハバネロ』など、実在する商品をモデルにした物が見られる。
瞬きする立ち絵
AKABEiSOFT2系列では初めて、立ち絵にアニメーションを取り入れた。
なお、本作は初回プレイ時にインターネット認証によるライセンス取得が必須であり、2011年7月23日までは1台のPCでしかインストールできなく、ライセンスを開放しない限り他のPCにインストールできなかったが、2011年7月24日からライセンスの無制限発行が開始、複数のPCへのインストールが可能となった。2012年6月24日にアクティベーション認証期間が終了し、公式ページにて認証解除パッチが公開された。

## APPEND LIFE
公式HPにて不定期に後日談追加シナリオが無料配信され、アップデート後はEXTRAのAFTER STORYでプレイが可能。
全てのAPPENDパッチを終えてタイトル画面に戻ると、立ち絵鑑賞モードがEXTRAに追加される。尚、それぞれのキャラクターのラストシナリオでは壁紙も配信され、PCの壁紙に貼る事ができる。
| パッチ名               | 配信開始日     | 配信内容                                                  |
| ---------------------- | -------------- | --------------------------------------------------------- |
| APPEND LIFE／JULY      | 2011年7月13日  | 由仁・綾 7月シナリオ配信                                  |
| APPEND LIFE／AUGUST    | 2011年8月20日  | 優希・三朝・瀬良 8月シナリオ配信                          |
| APPEND LIFE／SEPTEMBER | 2011年9月17日  | 由仁・綾 9月シナリオ配信                                  |
| APPEND LIFE／OCTOBER   | 2011年10月15日 | 優希・三朝・瀬良 10月シナリオ配信                         |
| APPEND LIFE／NOVEMBER  | 2011年11月19日 | 由仁・綾 11月シナリオ配信                                 |
| APPEND LIFE／DECEMBER  | 2011年12月24日 | 優希・三朝・瀬良 12月シナリオ配信                         |
| APPEND LIFE／SET       | 2011年12月28日 | 由仁・優希・綾・三朝・瀬良 7月~11月のシナリオを一括で配信 |
| APPEND LIFE／JANUARY   | 2012年1月1日   | 由仁・綾 1月シナリオ配信                                  |
| APPEND LIFE／FEBRUARY  | 2012年2月14日  | 優希・三朝・瀬良 2月シナリオ配信                          |
| APPEND LIFE／MARCH     | 2012年3月14日  | 由仁・綾 3月シナリオ配信                                  |
| APPEND LIFE／APRIL     | 2012年4月14日  | 優希・三朝・瀬良 4月シナリオ配信                          |
| APPEND LIFE／SET2      | 2012年5月21日  | 由仁・優希・綾・三朝・瀬良 12月~4月のシナリオを一括で配信 |

## 登場人物

### メインキャラクター
主人公
声：なし
白鷺学園2年生。C組在籍。物心がついた頃から両親が行方不明で、母親の弟である叔父の経営するマンションで一人暮らしをしている。これといって秀でたところも劣っているところもないが、長い一人暮らしのため他人とのコミュニケーションが苦手。春休み中ずっと自室で引きこもっていたところ、叔父から「彼女を作りなさい、でないと生活費を半分にする」と無理難題を押し付けられる。そして偶然にも学園で5人との女性と出会い、恋をした。人生で初めての恋をした彼は、その恋を成就させるべく苦手なコミュニケーションを克服しようと努力する。
七沢 由仁 （ななさわ ゆに）
声：榊原ゆい
白鷺学園2年生。A組在籍。中学時代の主人公のクラスメイトでもあり、テニス部所属。1年生までは地味で目立たない娘だったが、進級と同時にイメチェンをしたところ、たちまち男子生徒の人気が出た。おしとやかで家庭的な性格。父親は数年前に交通事故で他界しており、母子家庭(3姉弟の長女)で、仕事に多忙な母に代わって弟たちの面倒を見ている。最近3年生の岩倉に言い寄られて迷惑している。自身の大きな胸(B89 → B91)を恥ずかしがる描写が多い。
天ヶ瀬 優希 （あまがせ ゆうき）
声：海乃奏多
白鷺学園2年生。C組在籍。主人公のクラスメイトで生徒会所属。成績優秀・スポーツ万能と文武両道で、明るい性格からクラスの盛り上げ役として人気があるが、同時に近寄りがたい存在として周囲から距離を置かれている。大病院「天ヶ瀬総合病院」の院長の一人娘で、今まで両親の言われたとおりにしてきたが、本当の自分ではないと最近は自分の目標について考えるようになり、時々屋上や図書館などで一人でいることがある。ヴァイオリンをはじめとする様々な習い事をしているが、そのため友人と遊ぶ事が少なく、ゲームセンターなどにも行った事がなく、周囲の話題に追いつく事に苦労してる。異性に関しては大いに興味があり耳年増。このキャラクターのみ主人公の行動に同行して、行く先々でイベントを発生させる。主人公の呼び方を「ゆうき」に設定した場合、同名であることへのリアクションが追加される。
犬吠埼 綾 （いぬぼうさき あや）
声：愛原ちづる
白鷺学園1年生。C組在籍。自閉的な性格で友人を作らずいつも一人で行動している。主人公もそんな彼女にシンパシーを感じている。心を許した相手には会話するがSッ気があり、毒舌で淡々と話し、Hする時にはさらにSッ気が表に出る。両親と妹の四人家族だが、とある事情で家族とすれ違いがちになっている。大の辛い物好きでカレーに七味唐辛子を瓶一本分入れて平然と食すほど。主人公と付き合い始めると料理を振る舞おうとするが、元々自発的に料理を行った事がないのでそもそも料理が出来上がらない。ゲーム好きでゲームの腕はプロ級であり、ゲームセンターでのゲーマーの間では有名人。『モンスターハンター』らしいゲームもプレイしており、使用武器はガンランス。動物好きで可愛いものには目がなく、主人公が手に入れた動物キャラクター「白イタチ様」を抱き枕にして寝ることがある。作中では唯一の貧乳だが人気が高い。インドア派の暑がり・寒がりで、夏・冬はあまり外に出たがらない。
月岡 三朝 （つきおか みささ）
声：まきいづみ
今年より白鷺学園に新任した新米体育教師。水泳部顧問でもあり水泳部を強化しようと部員を募集している。瀬良は女学院時代の先輩であり、彼女のような立派な先生になろうと努力している。家庭的な性格で多少お茶目な所があり、その幼い顔つきと親しみやすい雰囲気で男女問わず生徒達から慕われている。映画を観るのが好きで、よくレンタルDVDショップで映画のDVDを借りている。実家から通勤していて、家庭では末っ子で弟妹が欲しかったためか時々お姉さんぶる事がある。酒は飲むがどちらかといえば弱い方。「げっちゅー Love'n Love'n♪」という鼻歌をよく歌う。夏休みの間もプールを管理している。
黒川 瀬良 （くろかわ せら）
声：瀬良木若菜
白鷺学園保険医。生徒を思う気持ちは人一倍あり、時には厳しい言葉を投げかける事もあるが、その凛とした姿勢に生徒達から信頼されている。特に知的でクールな容姿と言動から女生徒から人気があり、「ミス・プリンス」と呼ばれ、女生徒から告白をされる事もしばしばある。三朝は女学院時代の後輩で、時々失敗する彼女を叱咤する事もあるが、一緒に飲みに行くなど仲がよい。主人公と恋人関係になると眼鏡の有無が選択できる。

### サブキャラクター
主人公の叔父
声：植木亨
主人公の母親の弟。マンションを経営しており、両親のいない主人公の保護者としてマンションの一室を貸して生活の面倒を見ている。今まで引きこもり生活を送っていた主人公にこのままではいけないと「彼女をつくりなさい」と無理難題を押し付けた張本人で、時々近況報告を求める。若い頃は結構モテてたらしい。妻(趣味は男性アイドルのおっかけ)には頭が上がらないが夫婦仲は円満な様子。主人公によれば、話し方がある人物に似ているらしい。
金田一 （きんだいち）
声：原田友貴
1年生の頃からの主人公の悪友。学園内の情報に詳しく、女の子の情報をはじめ様々な噂話を主人公に教えることも。「俺の推理によるとだな」とよく推理し、意外とよく当たる。
岩倉(いわくら)
白鷺学園3年生。家は裕福で容姿端麗・成績優秀・スポーツ万能と三拍子揃っているが、女の子を性欲の対象としか見てなく、気に入った女の子をしつこく口説いて、飽きては捨てるという最低の男。一応彼氏のいない女の子しか口説かないポリシーがある。最近由仁を標的にしつこく言い寄っている。
七沢 弥彦(ななさわ やひこ)
由仁の弟で14歳。ちょっとやんちゃな性格。由仁を男っぽくしたような端整な顔立ちでかなりの美形で、通っている中学ではモテているが鼻にかけていない。姉と主人公の事を応援している。
七沢 百々(ななさわ もも)
声：小倉結衣
由仁の妹で七沢三姉弟の末っ子。姉や兄同様かなりの美形で、主人公曰く「七沢一家の血」。姉と付き合っている主人公を「もう一人のお兄ちゃん」と呼び懐いている。
優希の父親
優希の父親で大病院「天ヶ瀬総合病院」の院長。 厳格な性格で優希に数々の習い事をさせ、優希と上流家庭の御曹司との縁談を勝手に進めている。一見娘の気持ちを無視している最低の親に見えるが…。
大田原先生(おおたわらせんせい)
古文を担当する初老の男性教師。あまり厳しくない性格だが、終業のチャイムが鳴っても授業を続ける事が多いので生徒達から概ね不評を受けている。
体育委員
主人公たちのクラスの体育委員。がたいの良い暑苦しい容姿にバカでかい声が特徴。一見硬派に見えるがやはり恋人が欲しく、主人公が彼女を作った時は自分達も絶対彼女を作ると金田一をはじめとするクラスの男子達と意気込んでいる。
三朝の母親
三朝がそのまま歳をとった感じ。瀬良とは三朝が女学院にいた頃からの仲。普段は温厚な性格だが怒らせるとかなり怖い。
佐々木
白鷺学園2年生。E組在籍。主人公曰く「肉の塊」。とにかく全体的に太っていて、その巨体から発する体温は周囲の温度をやたらむやみに上げ、身体中からにじみ出る汗はてんぷら油の如くねっとりしている。発する声はまさに「肉の奥から絞り出したような声」で、ねっちょりとした不快感極まる口調で話す。体重108kgで現在更新中。根っからの食道楽で、一食何千キロカロリーもの食事を摂取している。
※ほぼ全ての登場人物名が、日本に実在する温泉に由来している。

## 主題歌
OP・ED曲「Wondering Truth」
歌：榊原ゆい
作詞：wight
作曲：mo2

## スタッフ
シナリオ：insider（さんだーぼると）
原画：唯々月たすく

## 関連商品

### ボイスCD
お・や・す・み❤️ LOVELY×CATION
2012年3月23日発売 発売元：ディファレンシア

### 新装版
『LOVELY×CATION-もうずっと初恋の日々エディション-』
2013年6月28日発売
新規描き下ろしパッケージ。
LOVELY×CATIONに全アペンドデータを収録したフルコンプリート版

### ビジュアルファンブック
LOVELY×CATION1&2 ビジュアルファンブック
2013年8月9日発売
『LOVELY×CATION』シリーズ2作品の本編ビジュアルや版権イラストが掲載される。
描き下ろしカバーイラスト＆ピンナップで両作品のヒロインによる夢の顔合わせが実現。
LOVELY×CATION1&2 アドベントファンブック
2015年4月25日発売
『LOVELY×CATION』シリーズ2作品の追加イベントのビジュアルや上記のビジュアルファンブック発売以後の版権イラストが掲載される。

### アダルトアニメ
- 『LOVELY×CATION THE ANIMATION #1「もうずっと初恋の日々」』（2015年3月27日発売[1]）
- 『LOVELY×CATION THE ANIMATION #2「初恋の日々、再び♥」』（2015年7月24日発売[2]）